# Брико (Кунео)
Брико је насеље у Италији у округу Кунео, региону Пијемонт.
Према процени из 2011. у насељу је живело 95 становника. Насеље се налази на надморској висини од 658 м.